# 红花水电站
红花水电站位于中国广西壮族自治区柳州市鱼峰区里雍镇红花村（原属柳江县），上距柳州市25千米。工程于2003年动工，2004年竣工蓄水。电站大坝为均质碾压土坝，最大坝高48.6米，坝长578米。电站总装机容量220兆瓦。电站水库库容30亿立方米，水面面积59平方千米，长118千米。电站原属广东梅雁吉祥水电股份有限公司所有，2008年中广核能源开发有限责任公司以12.3亿元买下梅雁水电所持有的全部红花水电96.47%的股权。   